# Zdarzenie procesowe
Zdarzenie procesowe – w literaturze definiowane jako zaszłość w świecie zewnętrznym niewykazująca jakichkolwiek cech zachowania się człowieka, ale wywołująca skutki przewidziane przez prawo procesowe. Przykładem zdarzenia procesowego może być śmierć lub choroba oskarżonego.